# Chamaesphecia leucopsiformis
Chamaesphecia leucopsiformis is een vlinder uit de familie wespvlinders (Sesiidae), onderfamilie Sesiinae.
De wetenschappelijke naam van de soort is voor het eerst geldig gepubliceerd door Esper in 1800. De soort komt voor in het Palearctisch gebied.